# Biskupice (Slovacchia)
Biskupice (in ungherese Fülekpüspöki, in tedesco Bischofsdorf) è un comune della Slovacchia facente parte del distretto di Lučenec, nella regione di Banská Bystrica.

## Storia
Il villaggio viene citato per la prima nel 1294 con il nome di Puspuky. All'epoca apparteneva all'arcidiocesi di Strigonio. Dal 1554 al 1594 venne occupato dai Turchi. Successivamente passò alla città di Fiľakovo. Dal 1938 al 1944 venne annesso all'Ungheria.

## Curiosità
Il nome del villaggio rileva la sua origine ecclesiastica. Difatti, letteralmente, significa "possedimento vescovile".